# Alunit
Alunit (Beudant, 1824), chemický vzorec KAl3[(OH)6|(SO4)2], je klencový minerál.

Název pochází z francouzského alun – kamenec.

## Vznik

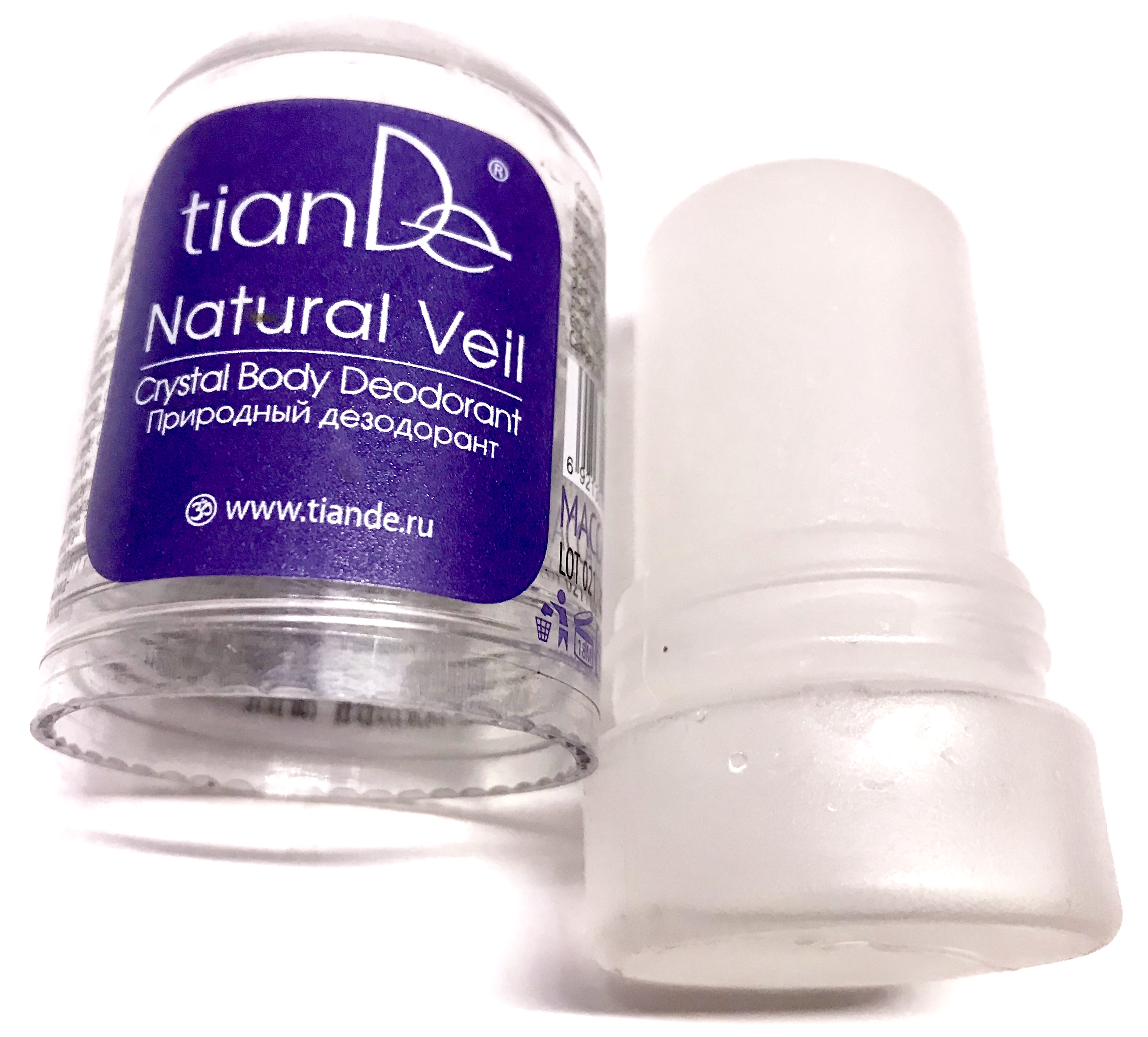
Alunit - přírodní krystal s dezinfenčními účinky

Postvulkanické procesy.

## Morfologie
Tvoří velmi drobné klencové krystaly sblížené ke krychli, také i tabulky podle plochy spodové {0001} nebo krystaly zakončené romboedrem. Vzácněji krystaly vzhledu čočkovitého. Krystaly bývají jednotlivé nebo ve skupinkách na dutinách celistvého alunitu. Hojněji stébelnaté až téměř vláknité, pórovité, zrnité, celistvé nebo zemité či práškovité agregáty.

## Vlastnosti
- Fyzikální vlastnosti: Lze rýpat měděným drátem (tvrdost 3,5-4) – vysoká tvrdost některých celistvých agregátů je způsobena příměsí křemene, hustota 2,6-2,9 g/cm³, je křehký, štěpnost dobrá podle {0001}, lom má lasturnatý až tříštivý.
- Optické vlastnosti: Barva: bílá, šedá, nažloutlá, načervenalá. Krystalický je bílý, šedý, podobný kaolinitu. Průsvitný, vryp je bílý, lesk skelný, na štěpných plochách perleťový, agregáty jen matné.
- Chemické vlastnosti: Složení: K 9,44 %, Al 19,54 %, H 1,46 %, S 15,48 %, O 54,08 %. Rozpouští se obtížně v H2SO4. Před dmuchavkou praská, ale netaví se.

## Využití
Alunit se využívá především jako antiperspirant a pro zastavení drobného krvácení.

## Naleziště
Výskytuje se řídce.
- Čechy – Horní Slavkov v tabulkovitých krystalech na křemeni; Radvanice (u Trutnova) v celistvých masách značných rozměrů na hořící haldě
- Morava – Dobrá Voda (u Velkého Meziříčí); Krasonice (u Želetavy)

ve světě např.
- Ázerbájdžán – Zaglik významná ložiska, která jsou těžena jako ruda Al
- Itálie' – Allumiere, kde je těžen již od 15. století
- Ukrajina – Beregov v trachytech spolu s kaolinem, s nímž tvoří směs a kde byl těžen již od 18. století a zpracováván na kamenec
- USA – stát Colorado, Calico Peak (Dolores Co.) velké ložisko obsahující cca 100 mil. t alunitu, uložené v porfyrech, stát Utah, Marysvale (Piute Co.) alunitové žíly, které dosahují mocnosti až 3 m v pásmu přes 1 km dlouhém